# Araldite
Araldite es una marca registrada de Huntsman Advanced Materials, previamente parte de Ciba.
El nombre fue utilizado por primera vez en 1946 y se le dio a dos tubos de adhesivo epoxico. Posteriormente se utilizó para adhesivos acrílicos y de poliuretano.
La primera síntesis de resinas epoxi bisfenol A data de 1936 y su descubrimiento es compartido por el Dr. Pierre Castan (Suiza) y el Dr. SO Greenlee (Estados Unidos). El trabajo del Dr. Castan fue comercializado por la empresa suiza Ciba, Ltd., que se convirtió en uno de los tres principales productores mundiales de resinas epoxi. El negocio de epoxis de Ciba fue vendido a finales de 1990 y ahora pertenece a la unidad de materiales avanzados de negocios de Huntsman Corporation.
Huntsman como fabricante de adhesivos químicos diferenciados a escala mundial, tiene aproximadamente 12.000 empleados y opera desde múltiples localizaciones alrededor del mundo, con una amplia red de distribuidores.